# Rafohy
La reina Rafohy (1530-1540) va ser una reina vazimba que va governar a Alasora, a les Terres altes centrals de Madagascar, fins a la seva mort. El seu nom significa «curta». Va ascendir al tro després de la mort de la reina Rangita qui, segons les diferents narracions, era la seva mare o la seva germana adoptiva. Aquesta confusió en la tradició oral s'estén a les moltes identitats de les dues dones: Rafohy podria haver estat la mare de Rangita, i Rangita podria haver estat la mare del rei Andriamanelo.
La mare d'Andriamanelo (Rafohy o Rangita) es va casar dues vegades: en el seu primer matrimoni va tenir un fill, en el segon matrimoni amb un merina anomenat Manelobe va tenir una filla. Va nomenar al seu fill gran per succeir-la a la seva mort. Aquest hereu designat, el rei Andriamanelo (1540-1575) es va convertir en el primer rei d'Imerina en tornar-se contra els vazimba i dirigir una conquesta militar que els va expulsar de les Terres altes. D'acord amb el costum vazimba, segons el qual els cossos dels morts es submergien en indrets sagrats d'aigua, ocasionalment després d'haver estat col·locats en taüts fets de troncs buits, es diu que després de la mort de Rafohy, el seu cos va ser submergit en un pantà dins d'un taüt de plata amb forma de canoa de vela.